# David Gaudu
David Gaudu   (Landivisiau, 10 d'octubre de 1996) és un ciclista francès. Professional des del 2017, actualment corre a l'equip Groupama-FDJ. En el seu palmarès destaca la victòria al Tour de l'Avenir de 2016 i dues etapes a la Volta a Espanya de 2020.

## Palmarès
- 2014
  - 1r a l'Aubel-Thimister-La Gleize i vencedor d'una etapa
- 2015
  - Vencedor d'una etapa al Tour d'Alvèrnia
- 2016
  - 1r a la Cursa de la Pau sub-23 i vencedor d'una etapa
  - 1r al Tour de l'Avenir i vencedor d'una etapa
- 2017
  - Vencedor d'una etapa al Tour de l'Ain
- 2019
  - Vencedor d'una etapa al Tour de Romandia
- 2020
  - Vencedor de 2 etapes a la Volta a Espanya
- 2021
  - 1r a la Classic de l'Ardèche
  - Vencedor d'una etapa a la Volta al País Basc
  - Vencedor d'una etapa a la Volta a Luxemburg
- 2022
  - Vencedor d'una etapa a la Volta a l'Algarve
  - Vencedor d'una etapa al Critèrium del Dauphiné
- 2024
  - 1r al Tour del Jura
  - Vencedor d'una etapa a la Volta a Luxemburg
- 2025
  - Vencedor d'una etapa al Tour d'Oman

### Resultats al Giro d'Itàlia
- 2025. 66è de la classificació general

### Resultats al Tour de França
- 2018. 34è de la classificació general
- 2019. 13è de la classificació general
- 2020. Abandona (16a etapa)
- 2021. 11è de la classificació general
- 2022. 4tè de la classificació general
- 2023. 9è de la classificació general
- 2024. 65è de la classificació general

### Resultats a la Volta a Espanya
- 2020. 8è de la classificació general. Vencedor de 2 etapes
- 2024. 6è de la classificació general